# 박준화
박준화(朴俊和, 1972년 6월 5일 ~ )는 대한민국의 심리학자이자 심리상담가이다. 2000년 연세대학교 대학원 심리학과에서 임상심리학 전공으로 석사학위를 받았으며, 가톨릭대학교 대학원 심리학과에서 상담심리학으로 박사학위를 취득하였다. 멘탈관리 전문채널 멘붕박사 박준화TV를 운영하는 유튜버이자, 최면상태를 활용해 빠른 회복과 치유를 돕는 심리최면 전문가로 활동하고 있다.

## 학력
- 연세대학교 대학원 심리학과 임상심리학 석사
- 가톨릭대학교 대학원 심리학과 상담심리학 박사

## 약력
- 체인지 심리최면 상담센터 소장
- 미국 심리학회(APA) Full Member
- 미국 심리최면학회(SPH) 정회원
- 한국심리최면협회 대표
- 국가기관 심리전문 위원
- 건국대학교 대학원 논문심사위원
- SPCI 강의교수
- 가톨릭대학교 학생생활상담소
- (주)다인C&M 심리상담 팀장

## 전문분야
무의식적 기억을 탐색하고 변화를 주는 미국 NGH에서 공인된 5-PATH 최면상담 프로그램을 도입하고 국내 상황에 맞게 타당화하여 적용하였다. 특히 회복에 오랜 시간이 걸려 불치병으로도 알려진 운동선수 입스(Yips)를 단기간에 개선할 수 있는 최면상담 프로그램을 국내 최초로 개발 및 검증하여 입스의 빠른 회복 방안을 제시한 것으로 평가되고 있다.

## 방송활동 및 저서
- tvN 슬기로운 감빵생활 드라마 자문 보관됨 2020-07-29 - 웨이백 머신
- MBC 생방송 오늘아침
- SBS 뉴스추적
- 어처구니 있는 멘탈관리 (도서출판 쉼, 2022)

## 수상경력
- 2020 베스트 심리코치 대상 심리상담 부문